# ملحمة السيد
ملحمة السيد هي أقدم نص أدبي كتب في اللغة القشتالية، وبالتالي في الأدب الإسباني. هي عبارة عن تراث شعبي وشعر ملحمي إسباني مجهول المُولف، إلا أن نسخة المخطوطة كانت مُوقعة باسم بير أبات أو بيدرو أباد. يرجع تاريخ تأليف العمل إلى القرنين الثاني والثالث عشر قرابة عامي 1140 أو 1200. وتُعتبر القصيدة الوحيدة التي بقيت كاملة تقريبًا من الشعر الملحمي الإسباني القديم. وتتناول مغامرات وغزوات وانتصارات البطل القشتالي رودريجو دياث دي بيبار، وهي الملحمة الأكثر واقعية مقارنة بملاحم العصور الوسطى في كافة الأقطار.
تمتلئ الملحمة بداية من العنوان بالعديد من التأثيرات العربية، إضافة إلى الأحداث والوقائع العربية الأندلسية من البداية إلى النهاية. وتُبرز في إلقاء الضوء على الصلات ما بين الأدب العربي والآداب الأوروبية.

## بطل الملحمة
كان رودريغو دياز دي بيبار (الذي عاش بحسب التقديرات من 1043 - 10 يوليو 1099) فارسًا قشتاليًا وأمير حرب في إسبانيا في العصور الوسطى. أطلق عليه المور اسم السيد El Cid، وأطلق عليه المسيحيون القمبيطور El Campeador، والتي تعني «سيد ساحة المعركة» بالإسبانية القديمة. ولد رودريغو دياز في قرية بيبار ديل سيد بالقرب من مدينة بورغوس. واشتهر دياز دي بيبار بخدمته في جيوش كل من الحكام المسيحيين والمسلمين، وبنفيه، وبفتحه المؤقت لفالنسيا، التي أصبحت مستقلة لوقت قصير أثناء فترة الاسترداد. أصبح السيد بعد وفاته بطل إسبانيا القومي الشهير، وبطلًا لأحداث أهم قصيدة ملحمية إسبانية في العصور الوسطى والتي اشتهرت باسم ملحمة السيد.
لا يزال السيد بطلًا شعبيًا إسبانيًا وأيقونة وطنية حتى يومنا هذا، حيث تذكر حياته وأفعاله في المسرحيات، والأفلام، والحكايات الشعبية، والأغاني، وألعاب الفيديو.
لا تزال الملحمة موجودة في مخطوطة من العصور الوسطى وهي الآن محفوظة في المكتبة الوطنية الإسبانية.

## الأصل
أدرج مؤرخ العصور الوسطى الإسباني رامون مينينديز بيدال الملحمة الشعرية «نشيد السيد» ضمن التقليد الشعبي الذي أطلق عليه ميستر دي يوغلاريا، وهو تقليد العصور الوسطى الذي تم بموجبه تناقل القصائد الشعبية من جيل إلى جيل، بحيث تتعرض للتغيير خلال هذه العملية. كان من المفترض أن تؤدى هذه القصائد في الأماكن العامة من قبل المنشدين الذين يؤدي كل منهم التكوين التقليدي بشكل مختلف وفقًا لسياق الأداء، فيضيفون أحيانًا تعديلاتهم الخاصة إلى القصائد الملحمية التي يروونها، أو يختصرونها وفقًا للموقف.
هناك علامات تشير إلى أن ملحمة السيد كانت قد كتبت في الأصل بهدف أن يتم تناقلها شفهيًا على لسان الرواة، والحكائين، والمنشدين. فعلى سبيل المثال، تنتهي القصيدة بطلب النبيذ للشخص الذي رواها. ومن ناحية أخرى، يعتقد بعض النقاد (المعروفين بالفردانيين) أن ملحمة السيد كانت من تأليف مؤلف واحد هو الأباتي بيتر. الذي يبدو أنه كاتب وناسخ العمل. يقترح النقاد أن القصيدة المكتوبة بالإسبانية القديمة هي مثال على الشعر المكتوب الذي تبنته الأديرة ومراكز الاطلاع الأخرى. يضع الأباني بيتر تاريخ عام 1207 بعد اسمه مما دفع البعض إلى التفكير في أن ادعائه بأنه كتب العمل قد نسخ ببساطة مع نص مخطوطة سابقة قد تم فقدها. تشكل النسخة الحالية جزءًا من مجلد مخطوطة من القرن الرابع عشر في المكتبة الوطنية الإسبانية في مدريد بإسبانيا، إلا أنها غير مكتملة بحيث تنقصها الصفحة الأولى، وصفحتان في المنتصف. وهي موجودة في المكتبة بهدف الحفظ فقط ولا يتم عرضها عادة.
هناك مصادر تدعي أن القصيدة كتبت قبل عدة سنوات من هذا التاريخ على اعتبار أن السيد كان قد توفى تاريخيا بالفعل عام 1099. إلا إن هؤلاء يدركون أن القصيدة نفسها لم تكن لتُكتب مباشرة بعد وفاة بطلها لأن السرد ما كان ليحظى بهذا الانتشار، إذا لم تكن قصة السيد قد بلغت مكانتها الأسطورية بعد. هناك من يأخذون أيضًا في الاعتبار ظهور الأساطير الكارولنجية والتي بدأت بعد 1100، حيث يُعتقد أن هذه القصص أثرت أيضًا على القصيدة. ففي ملحمة السيد على سبيل المثال يتردد صدى الحبكة المستخدمة في ملحمة نشيد رولان.

## عنوان القصيدة
ذكرت واحدة من أقدم الوثائق المحفوظة في الأكاديمية الملكية للتاريخ في مدريد فقط هذه العبارة Hic incipiunt gesta Roderici Campi Docti كعنوان للقصيدة، والتي تعني «هنا تبدأ أعمال رودريغو الفقبيطور»، أما عنوانها الحالي فأول من اقترحه هو المؤرخ وعالم اللغويات الإسباني رامون مينينديز بيدال في القرن التاسع عشر حيث كان عنوانها الأصلي غير معروف من قبل. يسمي البعض القصيدة «قصيدة السيد» على أساس أنها ليست نشيدًا، وإنما قصيدة مكونة من ثلاثة مقاطع. ترجم عنوان القصيدة إلى اللغة الإنجليزية باشكال مختلفة مثل: «أنشودة السيد»، و«أغنية السيد»، بينما ترجم إلى العربية بعنوان «ملحمة السيد»، أما عبارة " mio cid" أو «سيدي» فقد كانت مستخدمة على لسان الراوي والشخصيات في القصيدة. أخذت كلمة سيد (cid) من العربية حيث أطلقها المسلمون على بطل الملحمة حين كان يحارب معهم. كانت اللغة العربية في وقت كتابة القصيدة لا تزال لغة مستخدمة على نطاق واسع، وتحظى بتقدير كبير في أيبيريا (ومن هنا تأتي حقيقة أن الإسبانية الحديثة لا تزال تحتوي على العديد من الكلمات العربية). لم تكن كلمة Çid كلمة شائعة في الإسبانية القديمة، ومن ثم فقد تعاملت معها الترجمات الغربية كاسم علم.

## القصة
تزوج رودريغو دياز دي بيبار من دونيا خيمينا ابنة عم الملك ألفونسو السادس، ولكن لأسباب معينة، غضب منه الملك واضطر إلى مغادرة وطنه قشتالة (وفقًا للقصة، فقد  أقسم الملك أمام القديس جاديا أنه لم يأمر بقتل أخيه).
تبدأ القصة بنفي رودريغو دياز دي بيبار أو السيد الذي اتهمه أعداؤه ظلماً بسرقة أموال من الملك ألفونسو السادس ملك قشتالة وليون، مما أدى إلى نفيه. ولاستعادة مكانته شارك رودريغو دياز دي بيبار في المعارك ضد جيوش المغاربة المسلمين، وغزا فالنسيا. وبهذه الأعمال البطولية استعاد ثقة الملك واستعاد شرفه. يزوج الملك شخصيًا بنات السيد رودريغو دياز دي بيبار لأبناء (أمراء) كاريون. ولكن عندما يهين رجال السيد الأمراء بسبب جبنهم، فإن الأبناء يقسمون على الانتقام. فيضربون زوجاتهم الجدد ويتركونهم للموت. وعندما يعلم السيد بهذا الأمر يتوسل إلى الملك من أجل العدالة. يُجبر الأمراء على إعادة مهر السيد بعد هزيمتهم في المبارزة، ويتم تجريدهم من كل ألقابهم الشرفية. ثم تزوجت ابنتا السيد من وليي عهد نافارا وأراغون. ومن خلال زيجات بناته بدأ السيد في توحيد إسبانيا.
يلاحظ أن اللهجة في ملحمة السيد واقعية على عكس ملاحم العصور الوسطى الأوروبية الأخرى. فلا يوجد سحر، حتى ظهور رئيس الملائكة جبرائيل (في الآبيات 404-410) يحدث في الحلم. إلا إنها تخرج أيضًا عن الحقائق التاريخية في بعض المواضع، على سبيل المثال، لا يوجد ذكر لابنه في القصيدة، ولم تتم تسمية ابنتيه «إلبيرا» و«سول»، ولم يصبحن ملكات.
تتألف القصيدة من أكثر من 3700 بيت من 14 إلى 16 مقطعًا لفظيًا، يحتوي كل منها على وقف بين الشطرين.
قسمت القصيدة بأكملها منذ عام 1913، وبعد كتابات رامون مينينديز بيدال إلى ثلاثة أجزاء:

### مقطع النفي (الآبيات 1-1086)
ينفى رودريغو دياز دي يييار من قشتالة بأمر من الملك ألفونسو السادس ويقاتل ضد المغاربة لاستعادة شرفه.
يلقب رودريغو دياز دي يييار من قبل المغاربة بلقب السيد. وتتمثل مهمته الحالية في جمع الجزية لملكه ألفونسو السادس ملك ليون من المغاربة، ويتهمه أعداؤه بأخذ بعض أموال هذه الجزية، وينفيه الملك من ليون وقشتالة. وقبل أن يغادر يضع زوجته دونا خيمينا وابنتيه دونيا إلفيرا، ودونيا سول في دير كاردانيا. ثم يقدم المقطع روايات عن قيام السيد بالإغارة على الأراضي المغاربية حيث يستولي مع رجاله على الغنائم.

### مقطع أعراس بنات السيد (الأبيات 1087 - 2277)
يدافع السيد عن مدينة فالنسيا منتصرًا على ملك المرابطين شوفة بن تاشفين، فيستعيد السيد شرفه ومكانته، ويمنح بناته الإذن بالزواج من أمراء كاريون.
يبدأ الأمر باستيلاء السيد على مدينة فالنسيا، ويجلب عائلته للعيش معه. ثم يكتشف أن أمراء كاريون أبناء إخوة الملك، هم الأعداء الذين تسببوا في نفي السيد، وأنهم يخططون للزواج من بناته لأخذ بعض ثروته. يتصرف الملك نيابة عن أبناء أخيه ويعفو السيد ويسمح بإتمام الزواج. يشك السيد أن شيئًا سيئًا سوف يحدث من أثر تلك الزيجات إلا أنه يسمح بإتمامها على أي حال.

### مقطع غضب كوربس (الأبيات 2278 - 3730)
يتعرض أمراء كاريون للإهانة والاتهام بالجبن بعد خوفهم من أسد يتجول في المحكمة، وهروبهم من حملة لمحاربة المور. لذا يسعون إلى الانتقام من السيد، فقرروا الإساءة إلى زوجاتهم والتخلي عنهم على جانب الطريق في كوربس، وضربهم وتركهم مقيدين إلى الأشجار. فيكون على السيد مرة أخرى استعادة شرفه، لذلك يطلب العدالة من محكمة توليدو، ويهزم الأمراء في مبارزة مع السيد ورجاله، وتتزوج بناته من أمراء نافارا، وأراغون.
يظهر المقطع أن الأمراء قد جبنوا وتخلفوا عن المشاركة في المعارك مع المغاربة. ومن ثم يتم الاستهزاء بهم فيقررون الانتقام بضرب زوجاتهم. وانطلقوا إلى كاريون مع زوجاتهم برفقة فيليكس مونيوز ابن عم الزوجات. وفي منتصف الرحلة يتوقفون فجأة، ويرسلون الحرس إلى الأمام، ويسرقون مهور زوجاتهم (ومعها سيفان جميلان) ويضربونهن ويتركونهن للموت. يشك مونيوز في حدوث مشاكل ويعود إلى أبناء عمومته ويأخذهم لتلقي المساعدة. يسعى السيد إلى تصحيح الأخطاء التي ارتكبت في حق بناته، وتجري محاكمة للأمراء تقام على إثرها مبارزة بين بعض رجال السيد وبين الأمراء، يخسر فيها الأمراء. وفي منتصف المحاكمة تصل رسالة من ملوك نافارا وأراغون يطلبون تزويج أبنائهم من بنات السيد. وتتم هذه الزيجات بعد هزيمة الأمراء وقرب نهاية القصة.

### تاريخ تأليف القصيدة
سمح التحليل اللغوي بإعادة بناء نص سابق للقصيدة يعود إلى القرن الثاني عشر، والذي أرّخ له عالم اللغويات والمؤرخ الإسباني رامون مينينديز بيدال حوالي عام 1140. ولا يزال التاريخ الذي نظمت فيه القصيدة محلا للنقاش. تنتمي جوانب معينة من النص المحفوظ إلى مؤلف مطّلع يتمتع بمعرفة دقيقة بالقانون الساري بحلول نهاية القرن الثاني عشر، وبداية القرن الثالث عشر، والذي كان يعرف المنطقة المتاخمة لبورغوس.

## الترجمة
ترجمت ملحمة السيد إلى العديد من اللغات. وقام بترجمتها إلى العربية الدكتور الطاهر مكي. وكان أول من ترجمها إلى الإنجليزية ترجمة نثرية تحت اسم «تاريخ السيد» هو روبرت سوثي عام 1808 مع وقائع وقصائد أخريى، ومع ملحق يتضمن ترجمة جزئية للأبيات بقلم جون هوكان فرير.